# Sclerostygnellus rotundus
Sclerostygnellus rotundus is een hooiwagen uit de familie Cranaidae.